# (5130) Ilioneus
(5130) Ilioneus (1989 SC7) – planetoida z grupy trojańczyków okrążająca Słońce w ciągu 12,02 lat w średniej odległości 5,25 j.a. Odkryta 30 września 1989 roku.